# أليثيا هوارد، كونتيسة أروندل
كانت أليثيا هوارد بارونة تالبوت الرابعة عشر، وبارونة سترينج أوف بلاكمير السابعة عشر، وبارونة فيرنفال الثالثة عشر، وكونتيسة أروندل (1585 - 3 يونيو ] 24 مايو بالتقويم القديم[ 1654(، السيدة أليثيا تالبوت قبل الزواج (تنطق «ألييثيا») راعية شهيرة للفن وجامعة للأعمال الفنية، وواحدة من أوائل العالمات اللاتي نشرت أعمالهنّ في إنجلترا. كانت زوجة توماس هوارد، إيرل أروندل الحادي والعشرين الذي بنت معه واحدة من أهم المجموعات الفنية في إنجلترا. كانت أليثيا الابنة الصغرى لجيليرت تالبوت، إيرل شروزبري السابع وزوجته، ماري كافنديش؛ وكانت أخت كونتستين أخريين: ماري هربرت، كونتيسة بيمبروك، وإليزابيث جراي، كونتيسة كنت.

## زواجها وقضيتها
ولدت السيدة أليثيا تالبوت في مدينة شيفيلد بمقاطعة يوركشاير في إنجلترا عام 1585. في شهر سبتمبر 1606، تزوجت أليثيا أحد أفراد الحاشية الملكية، توماس هوارد. أنجب الزوجان ستة أطفال. توفي ابنهما الأول بسن السابعة عشر؛ وتوفي ثلاثة أطفال قبل بلوغ سن الرشد:
- جيمس هوارد، بارون مالترافيرس (1607-1624).
- هنري فريدريك هوارد، إيرل أروندل الثاني والعشرين (1608-1652).
- ويليام هوارد، فيكونت ستافورد الأول (حوالي 1614-1680).

## حياتها في البلاط الملكي
أدت أليثيا مع أختها أليزابيث وابنة عمها أربيلا ستيوارت تمثيلية الملكات، التي كتبها الكاتب الإنجليزي بن جونسون بأمر ملكي، بأزياء إنيغو جونز. خُطط لهذه التمثيلية في الأساس للاحتفال بعيد الميلاد عام 1608، وعُرض في نهاية الأمر في البلاط الملكي بتاريخ 2 فبراير 1609. بتاريخ 5 يونيو 1610، رقصت أليثيا بدور «حورية آرون» في مهرجان تيثيس. في عام 1612، أرسل الدبلوماسي الإنجليزي في هولندا، ويليام ترامبل، أشجارًا لمنزلهما في هايغيت، مشحونة من فليسينجن في جنوبي هولندا.

## سفرها إلى الخارج

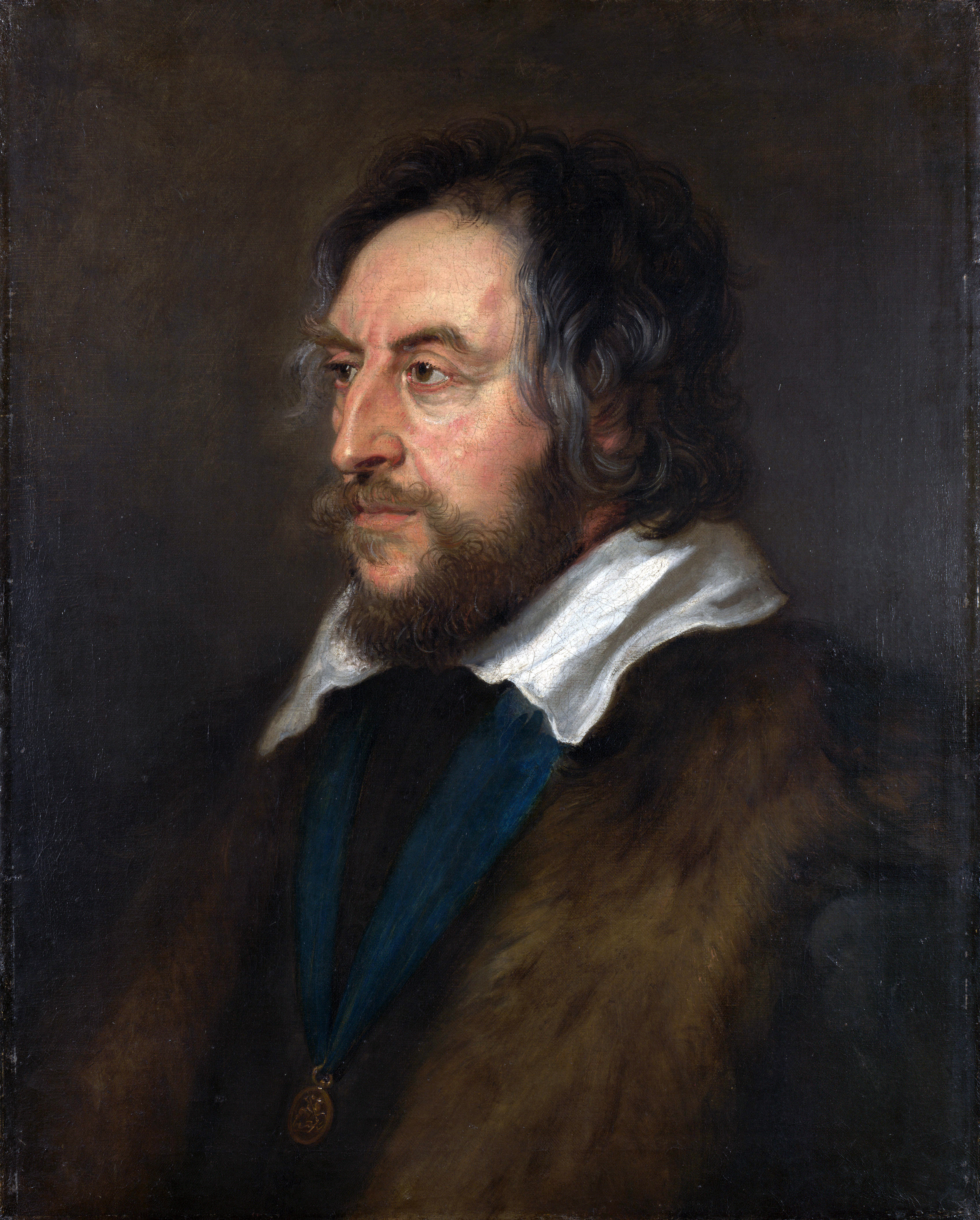
لوحة لتوماس هوارد بريشة بيتر بول روبنس

رغبت سيدة أروندل بالانضمام إلى زوجها في الخارج، لكنها أُثنيت عن القيام بذلك. رافقت أليثيا وزجها الناخبَ بالاتين فريدريك الخامس (ناخب بالاتينات) وعروسه الأميرة إليزابيث ستيوارت إلى هايدلبرغ عند زواجهما عام 1613.
استخدمت سيدة أروندل أموالها الخاصة لإعادة شراء منزل أروندل ومولت رحلت العائلة إلى إيطاليا في 1613-1614، حيث سافرت مع إنيغو جونز. كان إيرل أروندل من أوائل الإنجليز الذين اشتروا التماثيل العتيقة. التقت به في سيينا، ثم سافرا معًا إلى روما ونابولي وبادوا وجنوة وتورينو وباريس، وصلا معًا إلى إنجلترا في شهر نوفمبر 1614. توفي والد أليثيا عام 1616؛ ورثت ثلث التركة وبدأ زوجها حينها عمله الجاد بتجميع القطع الفنية.
بتاريخ 30 أغسطس 1618، أقامت آن الدنماركية حفل استقبال كبير لسفير البندقية، بييرو كونتاريني، في قصر أوتلاندز. جلست أورندل بجوار السفيرة وتحدثت عن الفترة التي قضتها في البندقية. بعد انتهاء العشاء، قُدمت الحلويات، ووقف الحضور وشربوا جميعًا نخب إليزابيث، ناخبة بالاتينات، وفريدريك الخامس.
حوالي عام 1619، أرسل لورد أروندل ابنيه الأكبر إلى بادوفا. في عام 1620، رسم الفنان بيتر بول روبنز أليثيا تالبوت وحاشيتها، المهرج والقزم والكلب، في مدينة أنتويرب عندما كانت في طريقها إلى إيطاليا. (بعد سنوات عديدة، أُضيفت الشخصية الذكورية، التي أطلق عليها اللورد أروندل، إلى اللوحة بريشة فنان مجهول). كان لورد أروندل يرغب بزيارة أبنائه، لكنه قرر إرسال سيدة أروندل بمفردها. رافق السيد فرانسيسكو فيرسيليني السيدة أروندل في رحلتها. مكثت أروندل في وحدات سكنية مستأجرة في مدينة سبا ببلجيكا، وانتقلت بعدها إلى ميلانو وبادوا.
في عام 1622، عاشت أروندل في البندقية في قصر موسينيجو المواجه للقنال الكبير، وسكنت أيضًا فيلا في بلدية دولو. اتسمت بدايات عملية انتخاب أنطونيو بريولي لمنصب دوق البندقية بالوحشية بحجة إلقاء القبض على المشتبه بهم بالتآمر ضد البندقية. ألقي القبض على مئات الأشخاص بعد اتهامهم بتهم معينة أو حتى دون توجيه أي تهم لهم، وتركزت عمليات الاعتقال على فئات الجنود والبحارة الأجانب. نتج عن هذه العملية اعتقال العديد من المتآمرين الفعليين، لكنها أسفرتعن أيضًا اعتقال العديد من الضحايا الأبرياء من أمثال سفير البندقية في إنجلترا (1611-1615)، الأرستقراطي أنطونيو فوسكاريني، الذي أعدم بتاريخ 21 أبريل 1621، بعد حضوره فعالية في السفارة الإنجليزية.
انتهت حالة الهستيريا في عام 1622، وبتاريخ 16 يناير 1623، أصدرت حكومة البندقية اعتذارًا عن عملية إعدام فوسكاريني، الأمر الذي دل على تراجع كثافة عمليات البحث والاعتقال. حذر السير هنري ووتون سيدة أروندل من السفر إلى البندقية، إلا أنها رفضت نصيحته وتوجهت مباشرة إلى تلك المدينة، وأصرت على الظهور في اليوم التالي بصحبة ووتون أمام دوق بريولي ومجلس الشيوخ في خطوة اعتُبرت مبررة تمامًا. غادرت أرونديل بعدها البندقية محملة برسائل من دوق بريولي يأمر فيها بتقديم كل أنواع الدعم والمساعدة لها خلال رحلتها عبر أراضي البندقية. قضت بعدها سيدة أروندل فصل الشتاء في مدينة طرونة الإيطالية مع ولديها. التقت بالرسام أنتوني فان دايك، وسافرا معًا إلى منتوة.
في عام 1623، حاولت أروندل السفر إلى إسبانيا للتقرب من إنفانتا، أخت فيليب الرابع ملك إسبانيا. انطلقت إلى إنجلترا مع نيتها زيارة ملكة بوهيميا في لاهاي. في عام 1624، توفي ابنها الأمير مالترافيرز في مدينة غنت متأثرًا بإصابته بمرض الجدري. في عام 1626، احتجز الملك تشارلز زوجَها في برج لندن لأن ابنهما الأكبر، مالترافيرز، تزوج إليزابيت ستيوارت (ابنة إيزمي ستيوارت، دوق لينوكس الأول، وقريبة تشارلز) سرًا ودون موافقة ذويها. أعطى يواكيم فون ساندرارت رأيه بالمجموعة الفنية وقرر نسخ أعمال الفنان هانس هولباين الابن بنفسه. زار الملك تشارلز الأول والملكة هنريتا ماريا منزل سيدة أروندل لرؤية المجموعات الفنية. وُلد بعدها حفيد جديد للورد أروندل.
رفض الملك السماح لأوريثيا هوارد بمرافقة زوجها في بعثة سفارة خاصة إلى هولندا لدعوة الملكة إليزابيث ستيوارت (ملكة الشتاء) إلى إنجلترا.